# Reitlingstal
Il Reitlingstal è una valle nella parte nord-occidentale del rilievo montuoso Elm vicino a Braunschweig ed è una destinazione turistica popolare per passeggiate collinari. La valle attraversa per oltre quattro chilometri il rilievo nel suo versante orientale vicino a Erkerode. Ad un'altezza di 277 m. sl.m. c'è la sorgente del torrente Wabe, un affluente del fiume Oker. Sulle alture circostanti si trovano i resti delle fortificazioni, mura preistoriche ad anello, che probabilmente hanno dato protezione alla popolazione in tempo di guerra fino al Medioevo. 

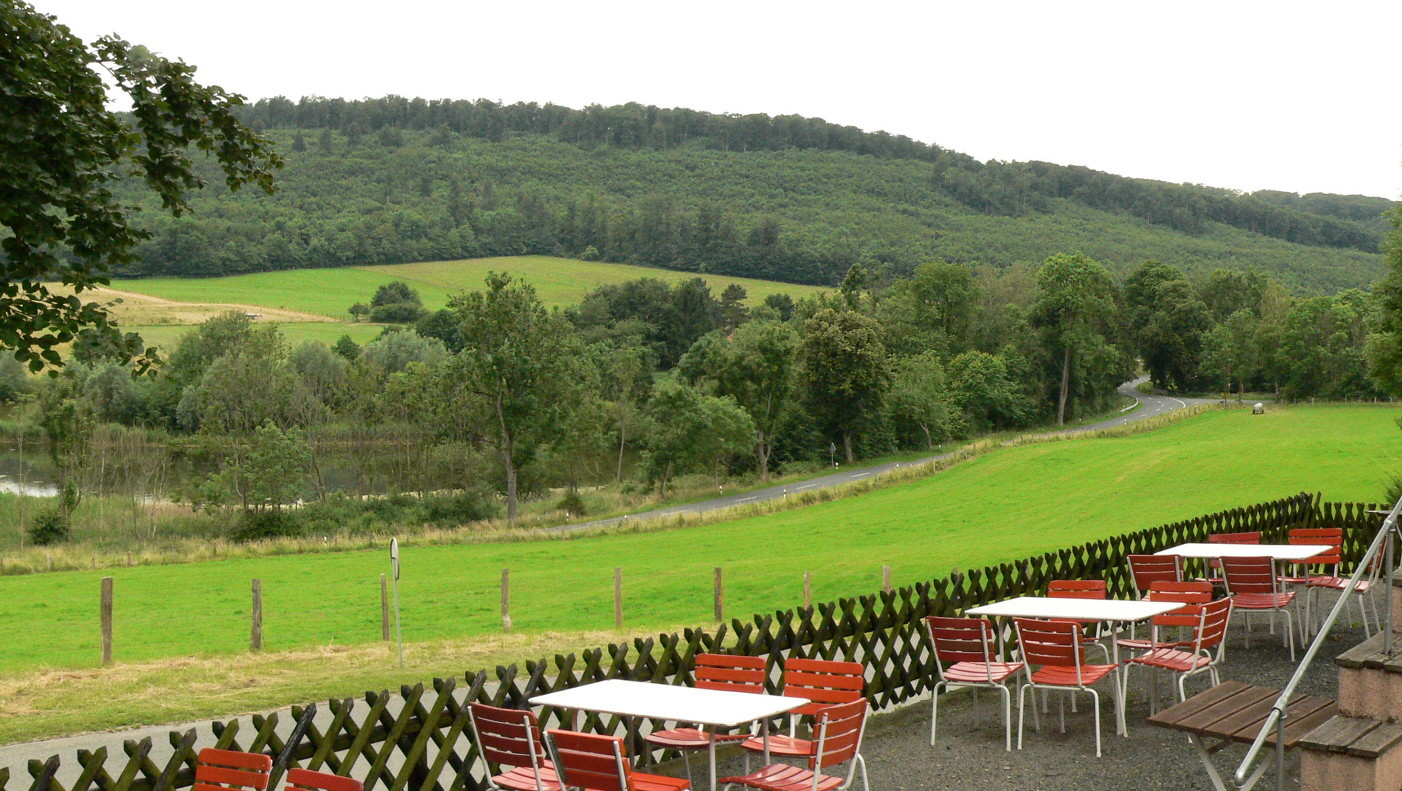
Vista da un ristorante sulla vallata

La valle è meta del turismo locale come area ricreativa ed escursionistica. Dalla fine del XIX secolo, come per altre località dell'Elm, si sono sviluppati punto di sosta e di ristorazione nei luoghi più panoramici.

## Storia
I reperti archeologici suggeriscono che questa vallata è stata sempre frequentata dai tempi più antichi.
All'interno del Reitlingstal si trovano i resti delle alcune fortificazioni, definite in tedesco come Reitlingsbefestigung, costituite da mura preistoriche a forma di anello, che sono anche conosciute come fortezze in collina. La prima fase di costruzione risale all'età del ferro pre-romana, intorno al V secolo a.C.. Questa prima occupazione si può far risalire all'occupazione celtica del periodo La Tène. Durante il Medioevo le strutture antiche vengono riutilizzate e rinnovate dai potenti della regione, fra i quali si ricorda i cavalieri teutonici, che successivamente spostarono la loro sede amministrativa regionale nel monastero vicino di Lucklum.